# Пламенное
Пла́менное (до 1948 года Тарха́н-Сеитле́р; укр. Пламенне, крымскотат. Tarhan Seyitler, Тархан Сейитлер) — исчезнувшее село в Джанкойском районе Республики Крым, располагавшееся в центре района, в степной части Крыма, на левом берегу реки Победная, примерно в 1 км западнее южной окраины современного села Победное.

### Динамика численности населения
| - 1805 год — 64 чел. - 1864 год — 15 чел. - 1889 год — 97 чел. - 1892 год — 15 чел. | - 1900 год — 11 чел. - 1915 год — 9/40 чел. - 1926 год — 48 чел. |

## История
Судя по доступным историческим документам, селение изначально называлось просто Сеитлер. Первое документальное упоминание села встречается в Камеральном Описании Крыма… 1784 года, судя по которому, в последний период Крымского ханства Сегидлер входил в Орта Чонгарский кадылык Карасубазарского каймаканства. После присоединения Крыма к России (8) 19 апреля 1783 года, (8) 19 февраля 1784 года, именным указом Екатерины II сенату, на территории бывшего Крымского Ханства была образована Таврическая область и деревня была приписана к Перекопскому уезду. После Павловских реформ, с 1796 по 1802 год, входила в Перекопский уезд Новороссийской губернии. По новому административному делению, после создания 8 (20) октября 1802 года Таврической губернии, Тархан-Сейтлер был включён в состав Кокчора-Киятской волости Перекопского уезда.
По Ведомости о всех селениях в Перекопском уезде состоящих с показанием в которой волости сколько числом дворов и душ… от 21 октября 1805 года в деревне Сейтлер числилось 8 дворов, 62 крымских татарина и 2 ясыра. На военно-топографической карте генерал-майора Мухина 1817 года деревня Сейтлер обозначена с 18 дворами. После реформы волостного деления 1829 года деревня, согласно «Ведомости о казённых волостях Таврической губернии 1829 года», осталась в составе Кокчоракиятской волости. Впервые двойное название Сейтлер-Тарханлар встречается на карте 1836 года, на которой в деревне обозначено 14 дворов. На карте 1842 года населённый пункт обозначен условным знаком «малая деревня» (это означает, что в нём насчитывалось менее 5 дворов) — видимо, вследствие эмиграции крымских татар в Турцию, деревня заметно опустела.
В 1860-х годах, после земской реформы Александра II, деревню приписали к Байгончекской волости того же уезда. Согласно «Памятной книжке Таврической губернии за 1867 год», деревня Тархан была покинута жителями в 1860—1864 годах — в результате эмиграции крымских татар, особенно массовой после Крымской войны 1853—1856 годов, в Турцию, и оставалась в развалинах, а в «Списке населённых мест Таврической губернии по сведениям 1864 года», составленном по результатам VIII ревизии 1864 года, Сейтлер-Тархан — владельческая деревня немецких колонистов с 3 дворами и 15 жителями при колодцах, но в дальнейшем, в доступных источниках, упоминание немецкого населения не встречается. Тархан-Сейтлер, как селение с мечетью, обозначен на карте 1865 года, а на карте с исправлениями 1876 года его уже нет. В «Памятной книге Таврической губернии 1889 года», включившей результаты Х ревизии 1887 года, записан Тархан-Сейтлер с 16 дворами и 97 жителями.
После земской реформы 1890 года отнесли к Тотанайской волости. Согласно «…Памятной книжке Таврической губернии на 1892 год», в деревне Тархан-Сейтлер, приписанном только к волости, без сельского общества, было 15 жителей в 2 домохозяйствах. По «…Памятной книжке Таврической губернии на 1900 год» в Сейтлер числилось 11 жителей в 4 дворах, а Тархан фигурировал как хутор, вместе с хутором Джаркуи. Время и причина переподчинения Ак-Шеихской волости пока не установлено: по Статистическому справочнику Таврической губернии. Ч.II-я. Статистический очерк, выпуск пятый Перекопский уезд, 1915 год, на хуторе Тархан-Сейтлер (С. Кузьменко) Ак-Шеихской волости Перекопского уезда числился 1 двор с русским населением в количестве 9 человек приписных жителей и 40 — «посторонних», из которых 33 мужчины и 16 женщин. При хуторе числилось 615 десятин удобной земли. В хозяйстве имелось 38 лошадей, 9 коров и 22 головы мелкого скота.
После установления в Крыму Советской власти, по постановлению Крымревкома от 8 января 1921 года № 206 «Об изменении административных границ» была упразднена волостная система и в составе Джанкойского уезда был создан Джанкойский район. В 1922 году уезды преобразовали в округа. 11 октября 1923 года, согласно постановлению ВЦИК, в административное деление Крымской АССР были внесены изменения, в результате которых округа были ликвидированы, основной административной единицей стал Джанкойский район и село включили в его состав. Согласно Списку населённых пунктов Крымской АССР по Всесоюзной переписи 17 декабря 1926 года, в селе Тархан-Сейтлер, Немецко-Джанкойского сельсовета Джанкойского района, числилось 16 дворов, все крестьянские, население составляло 82 человека, из них 48 русских, 14 украинцев, 12 немцев, 8 армян.
В 1944 году, после освобождения Крыма от фашистов, 12 августа 1944 года было принято постановление № ГОКО-6372с «О переселении колхозников в районы Крыма» и в сентябре 1944 года в район приехали первые новоселы (27 семей) из Каменец-Подольской и Киевской областей, а в начале 1950-х годов последовала вторая волна переселенцев из различных областей Украины. С 25 июня 1946 года Тархан-Сейтлер в составе Крымской области РСФСР. Указом Президиума Верховного Совета РСФСР от 18 мая 1948 года Тархан-Сейтлер переименовали в Пламенное. 26 апреля 1954 года Крымская область была передана из состава РСФСР в состав УССР. Время включения в Заречненский сельсовет пока не установлено: на 15 июня 1960 года село уже числилось в его составе. Село ликвидировано в 1968 году.